# Дзяк Людмила Антонівна
Дзяк Людмила Антонівна (нар. 16 вересня 1948, м. Первоуральськ Свердловської області РРФСР, СРСР) — український невропатолог, член-кореспондент Національної академії медичних наук України, доктор медичних наук, професор, Заслужений діяч науки і техніки України, лауреат Державної премії України в галузі науки і техніки, завідувачка кафедри нервових хвороб та нейрохірургії факультету післядипломної освіти Дніпропетровської медичної академії МОЗ України.

## Біографія і наукова діяльність
У 1973 завершила Дніпропетровський медичний інститут за фахом «Лікувальна справа» у 1973.
В період з 1976 до 1978 року була клінічним ординатором кафедри нервових хвороб Дніпропетровського медичного інституту, пізніше в 1978—1988 роках працювала лікарем-неврологом обласної клінічної лікарні ім. І. І. Мечникова в Дніпропетровську.
У 1976 році захистила кандидатську дисертацію «Состояние микроциркуляции и мозгового кровообращения у больных гипертонической болезнью», а вже в 1991 році — докторську «Мозговой инсульт (клинические, структурно-функциональные, иммунные взаимоотношения и прогноз течения)».
В 1982 року почала працювати в Дніпропетровському медичному інституті (після перейменування — у Дніпропетровській державній медичній академії). До 1992 була асистентом, з 1993 року — доцентом. З 1994 року — професор кафедри нервових хвороб. З 1994 року і дотепер — завідувачка кафедри нервових хвороб та нейрохірургії факультету післядипломної освіти.
Є головним позаштатним неврологом департаменту охорони здоров'я Дніпропетровської облдержадміністрації.
Основні наукові інтереси: цереброваскулярна патологія і вертеброгенна патологія нервової системи.

Як лікар-невролог вищої категорії постійно здійснює консультативну та лікувально-діагностичну роботу. Безпосередньо брала участь в наданні висококваліфікованої допомоги пораненим бійцям із зони АТО в умовах лікарні ім. І. І. Мечникова.
Під її керівництвом захищені 3 докторських та 10 кандидатських дисертації.
Член Президії Українського науково-практичного товариства невропатологів, психіатрів і наркологів, Комітету з наукових проблем нейрохірургії Української асоціації нейрохірургів, Центрального Формулярного Комітету Державного фармакологічного центру Міністерства охорони здоров'я України, Європейської Федерації неврологів.
Член редакційної колегії журналів «Український вісник психоневрології», «Сосудистые заболевания мозга», «Неврологический журнал».

## Наукові праці
Автор 530 наукових праць, у тому числі, 23 посібників, 2 монографій, 2 наукових відкриттів, 9 підручників, 17 методичних рекомендацій, 50 патентів.
Основні публікації:
- Дзяк Л. А. Тактика ведения обострений рассеянного склероза / Л. А. Дзяк, Е. С. Цуркаленко // Журнал неврології ім. Б. М. Маньковського. — 2018. — N 1. — С.88-98. — Библиогр.: с.97-98 . — Библиогр.: с.97-98
- Л. А. Дзяк, А. Г. Сірко «Бойові вогнепальні черепно-мозкові поранення» (2017)
- Дзяк Л. А. Оценка возможностей фармакологической коррекции оксидантного стресса как фактора риска развития сосудистых коморбидных заболеваний Л. А. Дзяк, Е. С. Цуркаленко // Журнал неврології ім. Б. М. Маньковського. — 2017. — N 2. — С.25-35
- Л. А. Дзяк, І. А. Григорова, Л. І. Соколова, Р. Д. Герасимчук, В. А. Гриб «Неврологія» (2014)
- Дзяк Л. А. L-лізину есцинат — крок на випередження в лікуванні внутрішньочерепної гіпертензії / Л. А. Дзяк, А. Г. Сірко, В. М. Сук // Міжнародний неврологічний журнал. — 2009. — N 3. — С.49-52.
- Дзяк Л. А. Абикса — новая стратегия лечения больных с сосудистой деменцией / Л. А. Дзяк, Е. В. Мизякина // Нейро news. — 2008. — N 3. — С.68-71
- Л. А. Дзяк, Л. Р. Зенков, А. Г. Кириченко «Эпилепсия» (2001), Л. А. Дзяк та співавт. «Нервові хвороби» (2008)
- Дзяк Л. А. Эффективность Тиоцетама в лечении дисциркуляторных энцефалопатий вследствие атеросклеротического поражения церебральных артерий / Л. А. Дзяк, В. А. Голик // Кровообіг та гемостаз. — 2006. — N4. — С.112-117

## Нагороди і відзнаки
Нагороджена відзнакою голови облдержадміністрації нагрудним знаком «За розвиток регіону», удостоєна звання «Woman of the year» Американським біографічним інститутом, є володарем Всеукраїнської премії «Жінка ІІІ тисячоліття» (2007).

Заслужений діяч науки і техніки України (1998), Лауреат Державної премії України у галузі науки і техніки за імплантуємі пристрої для лікування захворювань центральної нервової системи: науково-технічна розробка, виробництво та практичне застосування в закладах охорони здоров'я (2001).